# داكوتا (ويسكونسن)
داكوتا (بالإنجليزية: Dakota, Wisconsin)‏ هي بلدة تقع بولاية ويسكونسن في الولايات المتحدة. تبلغ مساحتها 87.4 (كم²)، وترتفع عن سطح البحر 258 م، بلغ عدد سكانها 1259 نسمة في عام 2000 حسب إحصاء مكتب تعداد الولايات المتحدة وتصل الكثافة السكانية فيها 14.7 نسمة/كم2.

## وصلات خارجية
- http://townofdakota.org
- The US50 - Cities and Towns in Wisconsin State
- Wisconsin Cities and Towns, Facts, Map, Flag, Colleges, Government, and More